# 九鬼ヶ坂
九鬼ヶ坂（くきがさか）は、京都府南丹市美山町上平屋にある峠。別名、九鬼ヶ坂峠（くきがさかとうげ）とも呼ばれる。

## 概要
標高295mの国道162号上に位置する峠である。国道162号はかつての周山街道としてその名を知られる街道筋であるが、九鬼ヶ坂もその街道の難所として広く知られてきた。2009年現在、この峠の直下にトンネルを掘削して、国道162号の交通をより円滑にしようとの声が上がっている。

## 道路状況
峠付近は片側1車線が確保されており、勾配もそれほど急ではない。しかし標高の割には急カーブが多く、見通しが悪いので峠区間は追い越し禁止であり、また減速帯が設けられている。京都府と福井県を結ぶ幹線道路上にあるため、トラックなど大型車両や牽引車両も比較的多く通行しており、峠付近にトンネルの早期開通を訴える看板が掲げられている。

## 隣接する峠
- 深見峠（南丹市・京都市右京区）
- 堀越峠（南丹市・福井県大飯郡おおい町）